# Język yekhee
Język yekhee (inaczej: afenmai, etsako, etsakor, iyekhee, pejoratywnie „kukuruku”) – język edoidalny używany w miejscowych rejonach rządowych Etsako Zachodnie, Etsako Środkowe, Etsako Wschodnie i Ajaokuta w dwóch stanach Nigerii: Edo oraz Kogi.

## Dialekty
- auchi
- avianwu (fugar)
- aviele
- ekperi
- ivhiadaobi
- południowy ibie (ivbie południowy)
- uwepa-uwano (weppa wano)
- uzairue